# Almudena Alberca
Almudena Alberca es una enóloga española, que ostenta el título Master of Wine del Instituto Master of Wine.

## Biografía
Almudena Alberca nació en Madrid y creció en Salamanca. Es licenciada en Enología por la Escuela Técnica Superior de Ingenierías Agrarias de Palencia (Universidad de Valladolid), donde también estudió la especialidad universitaria en Viticultura y la titulación en Ingeniería técnica agrícola. Posee el nivel 3 de otro título de gran prestigio dentro del mundo del vinos y las bebidas espirituosas como es el WSET, que otorga el Wines and Spirits Trust también de Londres.
Desde el año 2015 es la directora técnica de Bodegas Viña Mayor con sede en la localidad de Quintanilla de Onésimo, denominación de origen Ribera del Duero, en la provincia de Valladolid.
Al inicio de su carrera profesional participa en dos vendimias, la primera en 2003 en Zamora y la segunda en 2004 en Nueva Zelanda. A su vuelta a España en 2005 trabaja como asistente en distintas bodegas y finalmente en 2007 se incorpora a Viñas del Cenit (D.O. Tierra del Vino de Zamora) como enóloga y gerente. Posteriormente ejercerá como Directora técnica en Dominio de Atauta (D.O. Ribera del Duero) y, desde el año 2015, en Bodegas Viña Mayor (D.O. Ribera del Duero, Rueda, Toro, Valdeorras y Rías Baixas), perteneciente al Grupo Bodegas Palacio 1894.
Posee el Advanced Certificate WSET otorgado por el Wines and Spirits Education Trust con sede en Londres

### Master of Wine - MW en 2018
En 2018 recibió el título Master of Wine, el más prestigioso y difícil de obtener dentro del mundo del vino, se otorga desde 1953 por The Institute of Masters of Wine, con sede en Londres. Este logro ha tenido gran repercusión en los medios de comunicación por ser la primera mujer española en recibir dicho título.